# Сапожков, Константин Петрович
Сапожко́в Константи́н Петро́вич (27 мая 1874, Сестрорецк – 3 ноября 1952, Иркутск) — врач-хирург, онколог, заслуженный деятель науки РСФСР (1946), доктор медицинских наук, профессор, заведующий кафедрой факультетской хирургии Иркутского государственного медицинского института.

## Биография
Родился в семье рабочего Сестрорецкого оружейного завода. В 1898 году окончил медицинский факультет Варшавского университета.
С 1909 года заведовал хирургическим отделением в Гомеле. С 1914 года работал старшим ординатором в Ковенском военном госпитале. В 1915 году работал в нейрохирургическом госпитале в Петрограде, числился как «доктор медицины, причисленный к Министерству». В 1919 году – ассистент хирургической клиники Петроградского института усовершенствования врачей. В 1922 году получил должность прозектора и доцента при кафедре оперативной хирургии Ленинградского института медицинских знаний.
В 1927 избран на должность профессора и заведующего кафедрой факультетской хирургии Иркутского университета. После создания Иркутского медицинского института работал там до своей кончины.
29 февраля 1936 года присвоена учёная степень доктора медицинских наук без защиты диссертации.
Основные направления научных исследований: лечение свищей, проблемы раковой болезни желудка и пищевода, язвенной гастродуоденальной болезни, хирургия травм военного времени, хирургическая неврология и анатомия нервной системы.
Автор более 70 научных работ по вопросам практической хирургии.

## Награды
- Орден Трудового Красного Знамени
- Благодарность Верховного Главнокомандующего

## Память
- В Иркутске на доме, где жил Константин Сапожков, в память о нём установлена мемориальная доска[1].
- В Иркутске на здании клиники, где работал Константин Сапожков, в память о нём установлена мемориальная доска[2].